# Isolde Rose
Isolde Rose (geb. Karg; * 26. September 1923 in Dresden; † 18. Dezember 2021) war eine deutsche Grafikerin.

## Leben und Werk
Isolde Karg absolvierte von 1938 bis 1942 in Meißen eine Lehre als Porzellanmalerin. Von 1943 bis 1945 war sie im Zweiten Weltkrieg zum Arbeitsdienst und zum Kriegshilfedienst eingesetzt. Nach dem Ende des Kriegs lebte sie in Dresden bis 1947 von kunstgewerblichen Arbeiten. Von 1947 bis 1951 studierte sie an der Hochschule für Bildende Künste Dresden bei Josef Hegenbarth und Hans Theo Richter und dann Werbegrafik bei Hans Christoph und Hajo Rose, den sie später heiratete. 1952/1953 arbeitete sie im Atelier Bad Schandau des VEB Wella als Werbegrafikerin. Von 1953 bis 1972 war sie in Leipzig als freischaffende Grafikerin tätig. Außerdem leitete sie von 1969 bis 1973 im Leipziger Haus der Jungen Pioniere eine Arbeitsgruppe für Zeichnen und Malen. 1980/1981 arbeitete sie in der Öffentlichkeitsarbeit des Georgi-Dimitroff-Museums.
Isolde Rose war Mitglied des Verbands Bildender Künstler der DDR.

## Ausstellungen
- 1984: Leipzig, Galerie Süd (mit Hajo Rose)